# Monolito del kilómetro cero (Argentina)

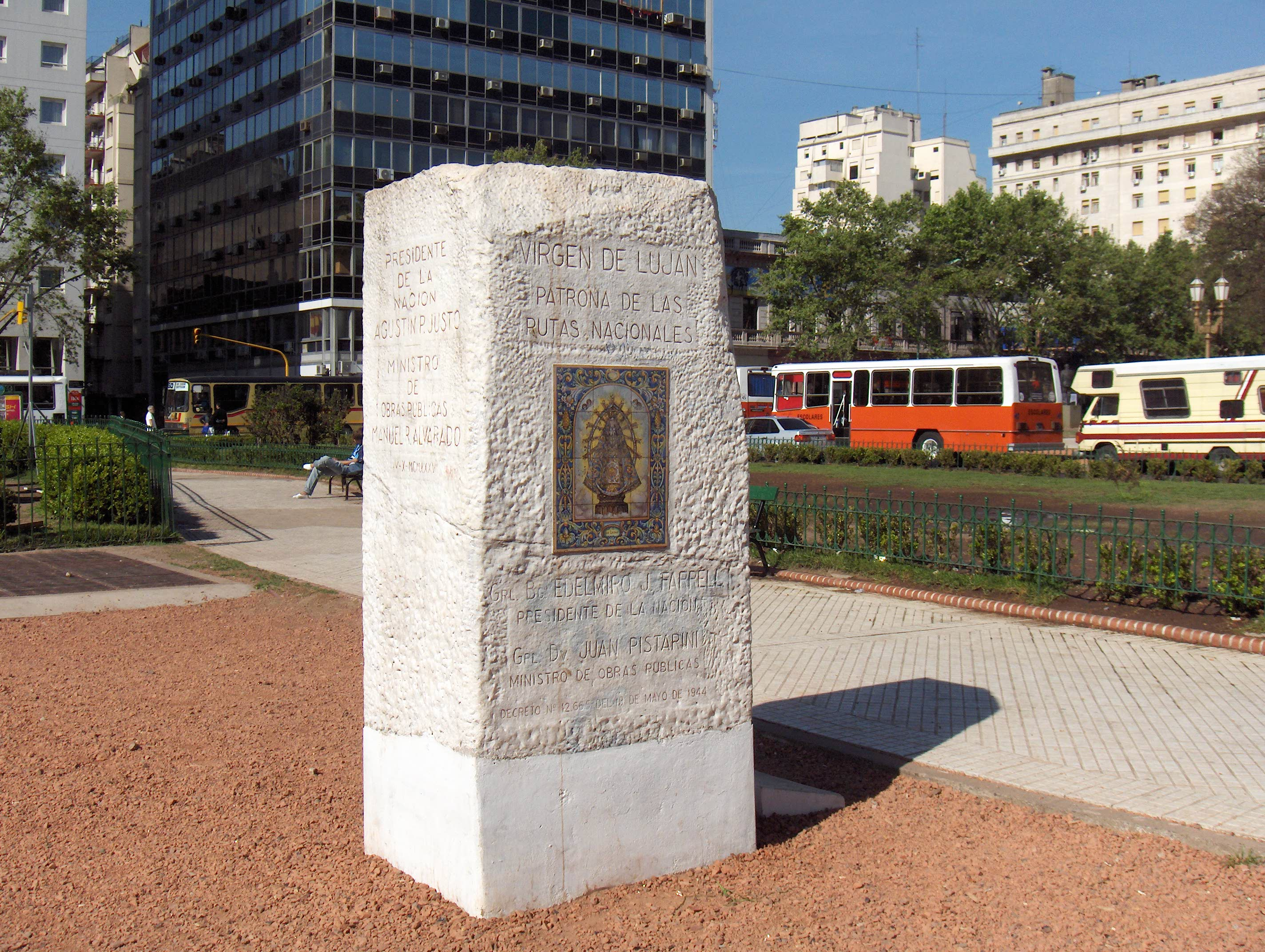
Kilómetro cero, sobre la Plaza Mariano Moreno, en la Ciudad de Buenos Aires (caras norte y oriental).

El kilómetro cero es un monolito que simboliza el punto inicial de la red de carreteras de la Argentina. Está ubicado en Buenos Aires en la Plaza Mariano Moreno, y no, como erróneamente se cree, en su vecina Plaza del Congreso.
La obra fue creada por los hermanos escultores Máximo y José Fioravanti y fue inaugurada el 5 de octubre de 1935 con la presencia del por entonces Presidente de la Nación, Agustín P. Justo, así como del Ministro de Obras Públicas Manuel Alvarado y el presidente de la Dirección Nacional de Vialidad Justiniano Allende Posse.
Su primera ubicación fue en el agudo ángulo de la Plaza Lorea donde la Avenida de Mayo empalma con Rivadavia. Por decreto del 18 de mayo de 1944 se lo trasladó a varios metros, donde está ahora: al oeste de la Plaza Mariano Moreno (es decir, sobre Virrey Cevallos entre Rivadavia e Hipólito Yrigoyen), vecina a la Plaza del Congreso. 
En la cara norte se encuentra una imagen de Nuestra Señora de Luján (patrona de la red vial nacional), en la cara sur un mapa en relieve de la Argentina, en la cara oeste unas placas en honor a San Martín y en la cara este una placa con la fecha del decreto.
La costumbre de erigir pequeños monumentos para registrar de manera artística el inicio de determinadas rutas nacionales tiene su antecedente histórico en el emperador César Augusto, que mandó levantar una pequeña columna, el Miliarium Aureum, para señalar el punto de partida de las calzadas del Imperio romano.